# هورليفكا (دونيتسك)
هورليفكا (Горлівка) هي مدينة في محافظة دونيتسك في أوكرانيا.

## أعلام
- رسلان بونوماريوف
- سيرجي ريبروف
- أليكساندر بونوماريف
- ألكسندر فولكوف ألكسندروفيتش
- ميكيتا شفتشينكو